# Kannampalayam
Kannampalayam è una suddivisione dell'India, classificata come town panchayat, di 11.890 abitanti, situata nel distretto di Coimbatore, nello stato federato del Tamil Nadu. In base al numero di abitanti la città rientra nella classe IV (da 10.000 a 19.999 persone).

## Geografia fisica
La città è situata a 11° 00' 30 N e 77° 06' 08 E.

## Società

### Evoluzione demografica
Al censimento del 2001 la popolazione di Kannampalayam assommava a 11.890 persone, delle quali 6.136 maschi e 5.754 femmine. I bambini di età inferiore o uguale ai sei anni assommavano a 1.202, dei quali 635 maschi e 567 femmine. Infine, coloro che erano in grado di saper almeno leggere e scrivere erano 9.196, dei quali 5.185 maschi e 4.011 femmine.